# Ligue des champions 2 de l'AFC 2025-2026
Navigation
Édition précédente Édition suivante
La Ligue des champions 2 de l'AFC 2025-2026 est la 22e édition de la compétition inter-clubs asiatiques de football de deuxième niveau et la 2e édition sous le nom de Ligue des champions 2.
Cette compétition organisée par l'AFC oppose des clubs asiatiques qui se sont illustrés dans leurs championnats respectifs la saison précédente. Elle a remplacé la Coupe de l'AFC à la suite de la réforme des compétitions de la confédération asiatique.
Le vainqueur de la Ligue des champions 2 se qualifie pour la Ligue des champions Élite de l'AFC 2026-2027.

## Format
La compétition est composée de 29 équipes faisant partie des 12 nations de chaque zone régionale les mieux classées au Classement des compétitions de clubs de l'AFC.
La phase de groupe de la compétition est composés de groupes de 4 équipes, quatre par zone régionale, et d'une phase finale répartie par zone régionale jusqu'à la finale.

## Participants
29 équipes provenant de 23 associations membres de l'AFC peuvent participer à la Ligue des champions 2 2025‑2026.
D'après le Classement des compétitions de clubs de l'AFC 2024, une liste définit d’abord le nombre de clubs qu’une association a droit d’envoyer, :
- Le vainqueur de Challenge League de l'AFC 2024-2025 est qualifié d'office ;
- Les perdants des tours préliminaires de Ligue des champions Élite de l'AFC 2025-2026 sont qualifiés en phase de groupes ;
- Les associations aux places 1 à 6 de chaque zone régionale envoient un clubs en phase de ligue ;
- Les associations aux places 7 à 10 de chaque zone régionale envoient un club en phase de ligue et un club en tour préliminaire ;
- Les associations aux places 11 à 12 de chaque zone régionale envoient un club en tour préliminaire.

### Région de l'Ouest
| Arabie saoudite (Rang AFC W1 - 103,148 pts)                  | Arabie saoudite (Rang AFC W1 - 103,148 pts)                  | Émirats arabes unis (Rang AFC W2 - 74,873 pts) | Émirats arabes unis (Rang AFC W2 - 74,873 pts) |
| ------------------------------------------------------------ | ------------------------------------------------------------ | ---------------------------------------------- | ---------------------------------------------- |
| 3e du Championnat 2024-2025                                  | Al-Nassr FC                                                  | 3e du Championnat 2024-2025                    | Al-Wasl FC                                     |
| Qatar (Rang AFC W3 - 70,330 pts)                             | Qatar (Rang AFC W3 - 70,330 pts)                             | Iran (Rang AFC W4 - 68,640 pts)                | Iran (Rang AFC W4 - 68,640 pts)                |
| 4e du Championnat 2024-2025                                  | Al-Ahli SC                                                   | Vainqueur Coupe 2024-2025                      | Esteghlal FC                                   |
| Ouzbékistan (Rang AFC W5 - 47,259 pts)                       | Ouzbékistan (Rang AFC W5 - 47,259 pts)                       | Irak (Rang AFC W6 - 37,118 pts)                | Irak (Rang AFC W6 - 37,118 pts)                |
| Vainqueur Coupe 2024                                         | PFK Andijan                                                  | 2e du Championnat 2024-2025                    | Al-Zawra'a SC                                  |
| Jordanie (Rang AFC W7 - 30,403 pts)                          | Jordanie (Rang AFC W7 - 30,403 pts)                          | Bahreïn (Rang AFC W8 - 23,368 pts)             | Bahreïn (Rang AFC W8 - 23,368 pts)             |
| Champion 2024-2025                                           | Al Hussein Irbid                                             | Champion 2024-2025                             | Al-Muharraq Club                               |
| Vainqueur Coupe 2024-2025                                    | Al-Weehdat Club                                              | Vainqueur Coupe 2024-2025                      | Al-Khaldiya SC                                 |
| Inde (Rang AFC W9 - 22,806 pts)                              | Inde (Rang AFC W9 - 22,806 pts)                              | Tadjikistan (Rang AFC W10 - 22,493 pts)        | Tadjikistan (Rang AFC W10 - 22,493 pts)        |
| Champion 2024-2025                                           | Mohun Bagan SG                                               | Champion 2024                                  | Istiqlol Douchanbé                             |
| Repéché des tours préliminaires de Ligue des champions Élite | Repéché des tours préliminaires de Ligue des champions Élite | Challenge League de l'AFC                      | Challenge League de l'AFC                      |
| Repéché du Tour préliminaire                                 | Sepahan SC                                                   | Vainqueur du Tournoi 2025                      | FK Arkadag                                     |

| Inde (Rang AFC W9 - 23,639 pts)          | Inde (Rang AFC W9 - 23,639 pts)          | Tadjikistan (Rang AFC W10 - 22,493 pts) | Tadjikistan (Rang AFC W10 - 22,493 pts) |
| ---------------------------------------- | ---------------------------------------- | --------------------------------------- | --------------------------------------- |
| Vainqueur Supercoupe 2025                | FC Goa                                   | Vainqueur Coupe 2024                    | Regar-TadAZ Tursunzoda                  |
| Turkménistan (Rang AFC W11 - 20,217 pts) | Turkménistan (Rang AFC W11 - 20,217 pts) | Oman (Rang AFC W12 - 20,048 pts)        | Oman (Rang AFC W12 - 20,048 pts)        |
| 2e du Championnat 2024                   | FK Ahal Änew                             | Champion 2024-2025                      | Al-Seeb SC                              |

### Région de l'Est
| Japon (Rang AFC E1 - 96,999 pts)                             | Japon (Rang AFC E1 - 96,999 pts)     | Corée du Sud (Rang AFC E2 - 93,600 pts) | Corée du Sud (Rang AFC E2 - 93,600 pts) |
| ------------------------------------------------------------ | ------------------------------------ | --------------------------------------- | --------------------------------------- |
| 4e du Championnat 2024                                       | Gamba Osaka                          | Vainqueur Coupe 2024                    | FC Pohang Steelers                      |
| Chine (Rang AFC E3 - 57,764 pts)                             | Chine (Rang AFC E3 - 57,764 pts)     | Thaïlande (Rang AFC E4 - 49,546 pts)    | Thaïlande (Rang AFC E4 - 49,546 pts)    |
| 4e du Championnat 2024                                       | Beijing Guoan FC                     | 3e du Championnat 2024-2025             | BG Pathum United                        |
|                                                              |                                      | 4e du Championnat 2024-2025,            | Ratchaburi FC                           |
| Australie (Rang AFC E5 - 34,703 pts)                         | Australie (Rang AFC E5 - 34,703 pts) | Malaisie (Rang AFC E6 - 31,331 pts)     | Malaisie (Rang AFC E6 - 31,331 pts)     |
| Vainqueur Coupe 2024                                         | Macarthur FC                         | 2e du Championnat 2024-2025             | Selangor FC                             |
| Vietnam (Rang AFC E7 - 28,657 pts)                           | Vietnam (Rang AFC E7 - 28,657 pts)   | Hong Kong (Rang AFC E8 - 26,888 pts)    | Hong Kong (Rang AFC E8 - 26,888 pts)    |
| Champion 2024-2025                                           | Nam Định FC                          | Champion 2024-2025                      | Tai Po FC                               |
| Vainqueur Coupe 2024-2025                                    | Hanoï Police FC                      | Vainqueur Coupe 2024-2025               | Eastern SC                              |
| Singapour (Rang AFC E9 - 17,350 pts)                         | Singapour (Rang AFC E9 - 17,350 pts) | Philippines (Rang AFC E10 - 16,230 pts) | Philippines (Rang AFC E10 - 16,230 pts) |
| Champion 2024-2025                                           | Lion City Sailors FC                 | Champion 2024-2025                      | Kaya FC                                 |
| Vainqueur Coupe 2024-2025                                    | Tampines Rovers FC                   |                                         |                                         |
| Repéché des tours préliminaires de Ligue des champions Élite |                                      |                                         |                                         |
| Repéché du Tour préliminaire                                 | Repéché du Tour préliminaire         | Bangkok United                          | Bangkok United                          |

| Philippines (Rang AFC E10 - 16,230 pts)   | Philippines (Rang AFC E10 - 16,230 pts) | Indonésie (Rang AFC E11 - 14,816 pts) | Indonésie (Rang AFC E11 - 14,816 pts) |
| ----------------------------------------- | --------------------------------------- | ------------------------------------- | ------------------------------------- |
| 2e du Championnat 2024-2025               | Manila Digger FC                        | Champion 2024-2025                    | Persib Bandung                        |
| Corée du Nord (Rang AFC E12 - 13,923 pts) |                                         |                                       |                                       |
| Champion 2024-2025                        | Clubs sans licence AFC                  |                                       |                                       |

## Calendrier
| Nom                                             | Tirage au sort   | Zone Ouest                                                      | Zone Ouest                                         | Zone Est                                             | Zone Est                                            |
| Nom                                             | Tirage au sort   | Date aller                                                      | Date retour                                        | Date aller                                           | Date retour                                         |
| ----------------------------------------------- | ---------------- | --------------------------------------------------------------- | -------------------------------------------------- | ---------------------------------------------------- | --------------------------------------------------- |
| Tours préliminaires (2025)                      |                  |                                                                 |                                                    |                                                      |                                                     |
| Premier tour                                    | Aucun            | 13 août 2025                                                    | 13 août 2025                                       | 13 août 2025                                         | 13 août 2025                                        |
| Phase de groupes (2025)                         |                  |                                                                 |                                                    |                                                      |                                                     |
| Journées 1 et 4 Journées 2 et 5 Journées 3 et 6 | 15 aôut 2025     | 16 et 17 septembre 30 septembre et 1er octobre 21 et 22 octobre | 4 et 5 novembre 25 et 26 novembre 9 et 10 décembre | 17 et 18 septembre 1er et 2 octobre 22 et 23 octobre | 5 et 6 novembre 26 et 27 novembre 10 et 11 décembre |
| Phase à élimination directe (2026)              |                  |                                                                 |                                                    |                                                      |                                                     |
| Huitièmes de finale                             | 16 décembre 2025 | 10 et 11 février                                                | 17 et 18 février                                   | 11 et 12 février                                     | 18 et 19 février                                    |
| Quarts de finale                                | 16 décembre 2025 | 3 et 4 mars                                                     | 10 et 11 mars                                      | 4 et 5 mars                                          | 11 et 12 mars                                       |
| Demi-finale                                     | 16 décembre 2025 | 7 avril                                                         | 14 avril                                           | 8 avril                                              | 15 avril                                            |
| Finale                                          | 16 décembre 2025 | Samedi 16 mai 2026                                              | Samedi 16 mai 2026                                 | Samedi 16 mai 2026                                   | Samedi 16 mai 2026                                  |

## Tours préliminaires
Ce tour concerne les équipes issue des associations classées aux 9e et 12e place du classement AFC de la zone Ouest et les équipes issue des associations classées aux 11e et 12e place du classement AFC de la zone Est. Les vainqueurs de ce tour se qualifient pour la phase de groupes tandis que les perdants sont reversé en phase de groupe de Challenge League de l'AFC 2025-2026.
| Équipe 1               | Résultat          | Équipe 2          |
| Région de l'Ouest      | Région de l'Ouest | Région de l'Ouest |
| ---------------------- | ----------------- | ----------------- |
| FC Goa                 | 2 - 1             | Al-Seeb SC        |
| Regar-TadAZ Tursunzoda | 1 - 2             | FK Ahal Änew      |
| Région de l'Est        |                   |                   |
| Persib Bandung         | 2 - 1             | Manila Digger FC  |

## Phase de groupes

### Format et tirage au sort
Le tirage au sort a lieu au siège de l'AFC à Kuala Lumpur. Les trente-deux équipes participantes (16 Région de l'Ouest et 16 Région de l'Est) sont placées dans quatre chapeaux de quatre équipes au sein de leur région, sur la base des règles suivantes,:
- les équipes repêchées des tours préliminaires de Ligue des champions Élite 2025-2026 sont placé dans le premier chapeau.
- les chapeaux sont complétés dans l'ordre du classement des compétitions de clubs de l'AFC.
- les équipes issues des tours préliminaires et le vainqueur de Challenge League 2024-2025, sont placé dans le chapeau 4.
- il faut noter que lors du tirage au sort, il est impossible pour deux équipes d'une même association de se rencontrer dans un groupe.

#### Pot du tirage au sort
| Chapeau 1   | Chapeau 2           | Chapeau 3             | Chapeau 4       |
| ----------- | ------------------- | --------------------- | --------------- |
| Sepahan SC  | Esteghlal FC        | Al-Muharraq Club Ch   | Al-Weehdat Club |
| Al-Nassr FC | PFK Andijan         | Mohun Bagan SG Ch     | Al-Khaldiya SC  |
| Al-Wasl FC  | Al-Zawra'a SC       | Istiqlol Douchanbé Ch | FK Ahal Änew    |
| Al-Ahli SC  | Al Hussein Irbid Ch | FK Arkadag Ch         | FC Goa          |

| Chapeau 1          | Chapeau 2        | Chapeau 3               | Chapeau 4          |
| ------------------ | ---------------- | ----------------------- | ------------------ |
| Bangkok United     | BG Pathum United | Tai Po FC Ch            | Hanoï Police FC    |
| Gamba Osaka        | Macarthur FC     | Lion City Sailors FC Ch | Eastern SC         |
| FC Pohang Steelers | Selangor FC      | Kaya FC Ch              | Tampines Rovers FC |
| Beijing Guoan FC   | Nam Định FC Ch   | Ratchaburi FC           | Persib Bandung     |

### Critères de départage
Selon l'article 10.5 du règlement de la compétition, en cas d’égalité de points de plusieurs équipes à l'issue des matches de groupe, les critères suivants sont appliqués dans l'ordre indiqué pour établir leur classement :
1. plus grand nombre de points obtenus dans les matches de groupe disputés entre les équipes concernées ;
2. meilleure différence de buts dans les matches du groupe disputés entre les équipes concernées ;
3. plus grand nombre de buts marqués dans les matches du groupe disputés entre les équipes concernées ;
4. plus grand nombre de buts marqués à l’extérieur dans les matches du groupe disputés entre les équipes concernées ;
5. si, après l’application des critères 1 à 4, plusieurs équipes sont toujours à égalité, les critères 1 à 4 sont à nouveau appliqués exclusivement aux matches entre les équipes concernées afin de déterminer leur classement final. Si cette procédure ne donne pas de résultat, les critères 6 à 12 s’appliquent ;
6. meilleure différence de buts dans tous les matches du groupe ;
7. plus grand nombre de buts marqués dans tous les matches du groupe ;
8. tirs au but, si deux équipes seulement sont impliquées et qu'elles se sont rencontrés au dernier tour du groupe ;
9. plus faible total de points disciplinaires sur la base uniquement des cartons jaunes et des cartons rouges reçus durant tous les matches du groupe, (expulsion pour deux cartons jaunes au cours d'un match = 3 points) ;
10. meilleur classement de la fédération à laquelle appartient l'équipe.

### Classements et Résultats
| Légende des classements - Qualifié pour les huitièmes de finale | 0 | Légende des résultats - Victoire à domicile - Match nul - Victoire à l'extérieur |

#### Région de l'Ouest

##### Groupe A
| Rang | Équipe           | Pts | J | G | N | P | Bp | Bc | Diff |  | Résultats (▼ dom., ► ext.) |   |   |   |   |
| ---- | ---------------- | --- | - | - | - | - | -- | -- | ---- |  | -------------------------- | - | - | - | - |
| 1    | Al-Wasl FC       | 0   | 0 | 0 | 0 | 0 | 0  | 0  | 0    |  | Al-Wasl FC                 |   | - | - | - |
| 2    | Esteghlal FC     | 0   | 0 | 0 | 0 | 0 | 0  | 0  | 0    |  | Esteghlal FC               | - |   | - | - |
| 3    | Al-Muharraq Club | 0   | 0 | 0 | 0 | 0 | 0  | 0  | 0    |  | Al-Muharraq Club           | - | - |   | - |
| 4    | Al-Weehdat Club  | 0   | 0 | 0 | 0 | 0 | 0  | 0  | 0    |  | Al-Weehdat Club            | - | - | - |   |

##### Groupe B
| Rang | Équipe         | Pts | J | G | N | P | Bp | Bc | Diff |  | Résultats (▼ dom., ► ext.) |   |   |   |   |
| ---- | -------------- | --- | - | - | - | - | -- | -- | ---- |  | -------------------------- | - | - | - | - |
| 1    | Al-Ahli SC     | 0   | 0 | 0 | 0 | 0 | 0  | 0  | 0    |  | Al-Ahli SC                 |   | - | - | - |
| 2    | PFK Andijan    | 0   | 0 | 0 | 0 | 0 | 0  | 0  | 0    |  | PFK Andijan                | - |   | - | - |
| 3    | FK Arkadag     | 0   | 0 | 0 | 0 | 0 | 0  | 0  | 0    |  | FK Arkadag                 | - | - |   | - |
| 4    | Al-Khaldiya SC | 0   | 0 | 0 | 0 | 0 | 0  | 0  | 0    |  | Al-Khaldiya SC             | - | - | - |   |

##### Groupe C
| Rang | Équipe           | Pts | J | G | N | P | Bp | Bc | Diff |  | Résultats (▼ dom., ► ext.) |   |   |   |   |
| ---- | ---------------- | --- | - | - | - | - | -- | -- | ---- |  | -------------------------- | - | - | - | - |
| 1    | Sepahan SC       | 0   | 0 | 0 | 0 | 0 | 0  | 0  | 0    |  | Sepahan SC                 |   | - | - | - |
| 2    | Al Hussein Irbid | 0   | 0 | 0 | 0 | 0 | 0  | 0  | 0    |  | Al Hussein Irbid           | - |   | - | - |
| 3    | Mohun Bagan SG   | 0   | 0 | 0 | 0 | 0 | 0  | 0  | 0    |  | Mohun Bagan SG             | - | - |   | - |
| 4    | FK Ahal Änew     | 0   | 0 | 0 | 0 | 0 | 0  | 0  | 0    |  | FK Ahal Änew               | - | - | - |   |

##### Groupe D
| Rang | Équipe             | Pts | J | G | N | P | Bp | Bc | Diff |  | Résultats (▼ dom., ► ext.) |   |   |   |   |
| ---- | ------------------ | --- | - | - | - | - | -- | -- | ---- |  | -------------------------- | - | - | - | - |
| 1    | Al-Nassr FC        | 0   | 0 | 0 | 0 | 0 | 0  | 0  | 0    |  | Al-Nassr FC                |   | - | - | - |
| 2    | Al-Zawra'a SC      | 0   | 0 | 0 | 0 | 0 | 0  | 0  | 0    |  | Al-Zawra'a SC              | - |   | - | - |
| 3    | Istiqlol Douchanbé | 0   | 0 | 0 | 0 | 0 | 0  | 0  | 0    |  | Istiqlol Douchanbé         | - | - |   | - |
| 4    | FC Goa             | 0   | 0 | 0 | 0 | 0 | 0  | 0  | 0    |  | FC Goa                     | - | - | - |   |

#### Région de l'Est

##### Groupe E
| Rang | Équipe           | Pts | J | G | N | P | Bp | Bc | Diff |  | Résultats (▼ dom., ► ext.) |   |   |   |   |
| ---- | ---------------- | --- | - | - | - | - | -- | -- | ---- |  | -------------------------- | - | - | - | - |
| 1    | Beijing Guoan FC | 0   | 0 | 0 | 0 | 0 | 0  | 0  | 0    |  | Beijing Guoan FC           |   | - | - | - |
| 2    | Macarthur FC     | 0   | 0 | 0 | 0 | 0 | 0  | 0  | 0    |  | Macarthur FC               | - |   | - | - |
| 3    | Tai Po FC        | 0   | 0 | 0 | 0 | 0 | 0  | 0  | 0    |  | Tai Po FC                  | - | - |   | - |
| 4    | Hanoï Police FC  | 0   | 0 | 0 | 0 | 0 | 0  | 0  | 0    |  | Hanoï Police FC            | - | - | - |   |

##### Groupe F
| Rang | Équipe        | Pts | J | G | N | P | Bp | Bc | Diff |  | Résultats (▼ dom., ► ext.) |   |   |   |   |
| ---- | ------------- | --- | - | - | - | - | -- | -- | ---- |  | -------------------------- | - | - | - | - |
| 1    | Gamba Osaka   | 0   | 0 | 0 | 0 | 0 | 0  | 0  | 0    |  | Gamba Osaka                |   | - | - | - |
| 2    | Nam Định FC   | 0   | 0 | 0 | 0 | 0 | 0  | 0  | 0    |  | Nam Định FC                | - |   | - | - |
| 3    | Ratchaburi FC | 0   | 0 | 0 | 0 | 0 | 0  | 0  | 0    |  | Ratchaburi FC              | - | - |   | - |
| 4    | Eastern SC    | 0   | 0 | 0 | 0 | 0 | 0  | 0  | 0    |  | Eastern SC                 | - | - | - |   |

##### Groupe G
| Rang | Équipe               | Pts | J | G | N | P | Bp | Bc | Diff |  | Résultats (▼ dom., ► ext.) |   |   |   |   |
| ---- | -------------------- | --- | - | - | - | - | -- | -- | ---- |  | -------------------------- | - | - | - | - |
| 1    | Bangkok United       | 0   | 0 | 0 | 0 | 0 | 0  | 0  | 0    |  | Bangkok United             |   | - | - | - |
| 2    | Selangor FC          | 0   | 0 | 0 | 0 | 0 | 0  | 0  | 0    |  | Selangor FC                | - |   | - | - |
| 3    | Lion City Sailors FC | 0   | 0 | 0 | 0 | 0 | 0  | 0  | 0    |  | Lion City Sailors FC       | - | - |   | - |
| 4    | Persib Bandung       | 0   | 0 | 0 | 0 | 0 | 0  | 0  | 0    |  | Persib Bandung             | - | - | - |   |

##### Groupe H
| Rang | Équipe             | Pts | J | G | N | P | Bp | Bc | Diff |  | Résultats (▼ dom., ► ext.) |   |   |   |   |
| ---- | ------------------ | --- | - | - | - | - | -- | -- | ---- |  | -------------------------- | - | - | - | - |
| 1    | FC Pohang Steelers | 0   | 0 | 0 | 0 | 0 | 0  | 0  | 0    |  | FC Pohang Steelers         |   | - | - | - |
| 2    | BG Pathum United   | 0   | 0 | 0 | 0 | 0 | 0  | 0  | 0    |  | BG Pathum United           | - |   | - | - |
| 3    | Kaya FC            | 0   | 0 | 0 | 0 | 0 | 0  | 0  | 0    |  | Kaya FC                    | - | - |   | - |
| 4    | Tampines Rovers FC | 0   | 0 | 0 | 0 | 0 | 0  | 0  | 0    |  | Tampines Rovers FC         | - | - | - |   |

## Phase à élimination directe

### Tirage au sort
Les équipes qualifiées sont réparties entre deux pots au sein de chaque région.
| Les 8 qualifiés de la Région Ouest | Les 8 qualifiés de la Région Ouest | Les 8 qualifiés de la Région Ouest |
| Groupe                             | Pot 1 - Vainqueur de groupe        | Pot 2 - Deuxième de groupe         |
| ---------------------------------- | ---------------------------------- | ---------------------------------- |
| A                                  |                                    |                                    |
| B                                  |                                    |                                    |
| C                                  |                                    |                                    |
| D                                  |                                    |                                    |

| Les 8 qualifiés de la Région Est | Les 8 qualifiés de la Région Est | Les 8 qualifiés de la Région Est |
| Groupe                           | Pot 1 - Vainqueur de groupe      | Pot 2 - Deuxième de groupe       |
| -------------------------------- | -------------------------------- | -------------------------------- |
| E                                |                                  |                                  |
| F                                |                                  |                                  |
| G                                |                                  |                                  |
| H                                |                                  |                                  |

### Huitièmes de finale
| Équipe            | Aller             | Total             | Retour            | Équipe            |
| Région de l'Ouest | Région de l'Ouest | Région de l'Ouest | Région de l'Ouest | Région de l'Ouest |
| ----------------- | ----------------- | ----------------- | ----------------- | ----------------- |
|                   | -                 | -                 | -                 |                   |
|                   | -                 | -                 | -                 |                   |
|                   | -                 | -                 | -                 |                   |
|                   | -                 | -                 | -                 |                   |
| Région de l'Est   |                   |                   |                   |                   |
|                   | -                 | -                 | -                 |                   |
|                   | -                 | -                 | -                 |                   |
|                   | -                 | -                 | -                 |                   |
|                   | -                 | -                 | -                 |                   |

### Quarts de finale
| Équipe            | Aller             | Total             | Retour            | Équipe            |
| Région de l'Ouest | Région de l'Ouest | Région de l'Ouest | Région de l'Ouest | Région de l'Ouest |
| ----------------- | ----------------- | ----------------- | ----------------- | ----------------- |
|                   | -                 | -                 | -                 |                   |
|                   | -                 | -                 | -                 |                   |
| Région de l'Est   |                   |                   |                   |                   |
|                   | -                 | -                 | -                 |                   |
|                   | -                 | -                 | -                 |                   |

### Demi-finales
| Équipe            | Aller             | Total             | Retour            | Équipe            |
| Région de l'Ouest | Région de l'Ouest | Région de l'Ouest | Région de l'Ouest | Région de l'Ouest |
| ----------------- | ----------------- | ----------------- | ----------------- | ----------------- |
|                   | -                 | -                 | -                 |                   |
| Région de l'Est   |                   |                   |                   |                   |
|                   | -                 | -                 | -                 |                   |

### Finale
| Équipe | Score | Équipe |
| ------ | ----- | ------ |
|        | -     |        |

### Tableau final
|  | Huitièmes de finale | Huitièmes de finale | Huitièmes de finale | Huitièmes de finale |   |   | Quarts de finale | Quarts de finale | Quarts de finale | Quarts de finale |  |  | Demi-finales | Demi-finales | Demi-finales | Demi-finales |  |  | Finale | Finale | Finale | Finale |
|  |                     |                     |                     |                     |   |   |                  |                  |                  |                  |  |  |              |              |              |              |  |  |        |        |        |        |
|  |                     |                     |                     |                     |   |   |                  |                  |                  |                  |  |  |              |              |              |              |  |  |        |        |        |        |
|  |                     |                     | 0                   | 0                   |   |   |                  |                  |                  |                  |  |  |              |              |              |              |  |  |        |        |        |        |
|  |                     |                     | 0                   | 0                   |   |   |                  |                  |                  |                  |  |  |              |              |              |              |  |  |        |        |        |        |
|  |                     |                     | 0                   | 0                   |   |   |                  |                  |                  |                  |  |  |              |              |              |              |  |  |        |        |        |        |
|  |                     |                     | 0                   | 0                   | 0 | 0 |                  |                  |                  |                  |  |  |              |              |              |              |  |  |        |        |        |        |
|  |                     |                     |                     |                     | 0 | 0 |                  |                  |                  |                  |  |  |              |              |              |              |  |  |        |        |        |        |
|  |                     |                     |                     |                     | 0 | 0 |                  |                  |                  |                  |  |  |              |              |              |              |  |  |        |        |        |        |
|  |                     |                     | 0                   | 0                   | 0 | 0 |                  |                  |                  |                  |  |  |              |              |              |              |  |  |        |        |        |        |
|  |                     |                     |                     |                     |   |   |                  |                  |                  |                  |  |  |              |              |              |              |  |  |        |        |        |        |
|  |                     |                     | 0                   | 0                   |   |   |                  |                  |                  |                  |  |  |              |              |              |              |  |  |        |        |        |        |
|  |                     |                     | 0                   | 0                   | 0 | 0 |                  |                  |                  |                  |  |  |              |              |              |              |  |  |        |        |        |        |
|  |                     |                     |                     |                     | 0 | 0 |                  |                  |                  |                  |  |  |              |              |              |              |  |  |        |        |        |        |
|  |                     |                     |                     |                     | 0 | 0 |                  |                  |                  |                  |  |  |              |              |              |              |  |  |        |        |        |        |
|  |                     |                     | 0                   | 0                   | 0 | 0 |                  |                  |                  |                  |  |  |              |              |              |              |  |  |        |        |        |        |
|  |                     |                     |                     |                     |   |   |                  |                  |                  |                  |  |  |              |              |              |              |  |  |        |        |        |        |
|  |                     |                     | 0                   | 0                   |   |   |                  |                  |                  |                  |  |  |              |              |              |              |  |  |        |        |        |        |
|  |                     |                     | 0                   | 0                   | 0 | 0 |                  |                  |                  |                  |  |  |              |              |              |              |  |  |        |        |        |        |
|  |                     |                     |                     |                     | 0 | 0 |                  |                  |                  |                  |  |  |              |              |              |              |  |  |        |        |        |        |
|  |                     |                     |                     |                     | 0 | 0 |                  |                  |                  |                  |  |  |              |              |              |              |  |  |        |        |        |        |
|  |                     |                     | 0                   | 0                   | 0 | 0 |                  |                  |                  |                  |  |  |              |              |              |              |  |  |        |        |        |        |
|  |                     |                     |                     |                     |   |   |                  |                  |                  |                  |  |  |              |              |              |              |  |  |        |        |        |        |
|  |                     |                     | 0                   | 0                   |   |   |                  |                  |                  |                  |  |  |              |              |              |              |  |  |        |        |        |        |
|  |                     |                     | 0                   | 0                   | 0 |   |                  |                  |                  |                  |  |  |              |              |              |              |  |  |        |        |        |        |
|  |                     |                     |                     |                     |   |   |                  |                  |                  |                  |  |  |              |              |              |              |  |  |        |        |        |        |
|  |                     |                     |                     |                     | 0 |   |                  |                  |                  |                  |  |  |              |              |              |              |  |  |        |        |        |        |
|  |                     |                     | 0                   | 0                   |   |   |                  |                  |                  |                  |  |  |              |              |              |              |  |  |        |        |        |        |
|  |                     |                     |                     |                     |   |   |                  |                  |                  |                  |  |  |              |              |              |              |  |  |        |        |        |        |
|  |                     |                     | 0                   | 0                   |   |   |                  |                  |                  |                  |  |  |              |              |              |              |  |  |        |        |        |        |
|  |                     |                     | 0                   | 0                   | 0 | 0 |                  |                  |                  |                  |  |  |              |              |              |              |  |  |        |        |        |        |
|  |                     |                     |                     |                     | 0 | 0 |                  |                  |                  |                  |  |  |              |              |              |              |  |  |        |        |        |        |
|  |                     |                     |                     |                     | 0 | 0 |                  |                  |                  |                  |  |  |              |              |              |              |  |  |        |        |        |        |
|  |                     |                     | 0                   | 0                   | 0 | 0 |                  |                  |                  |                  |  |  |              |              |              |              |  |  |        |        |        |        |
|  |                     |                     |                     |                     |   |   |                  |                  |                  |                  |  |  |              |              |              |              |  |  |        |        |        |        |
|  |                     |                     | 0                   | 0                   |   |   |                  |                  |                  |                  |  |  |              |              |              |              |  |  |        |        |        |        |
|  |                     |                     | 0                   | 0                   | 0 | 0 |                  |                  |                  |                  |  |  |              |              |              |              |  |  |        |        |        |        |
|  |                     |                     |                     |                     | 0 | 0 |                  |                  |                  |                  |  |  |              |              |              |              |  |  |        |        |        |        |
|  |                     |                     |                     |                     | 0 | 0 |                  |                  |                  |                  |  |  |              |              |              |              |  |  |        |        |        |        |
|  |                     |                     | 0                   | 0                   | 0 | 0 |                  |                  |                  |                  |  |  |              |              |              |              |  |  |        |        |        |        |
|  |                     |                     |                     |                     |   |   |                  |                  |                  |                  |  |  |              |              |              |              |  |  |        |        |        |        |
|  |                     |                     | 0                   | 0                   |   |   |                  |                  |                  |                  |  |  |              |              |              |              |  |  |        |        |        |        |
|  |                     |                     | 0                   | 0                   | 0 | 0 |                  |                  |                  |                  |  |  |              |              |              |              |  |  |        |        |        |        |
|  |                     |                     |                     |                     | 0 | 0 |                  |                  |                  |                  |  |  |              |              |              |              |  |  |        |        |        |        |
|  |                     |                     |                     |                     | 0 | 0 |                  |                  |                  |                  |  |  |              |              |              |              |  |  |        |        |        |        |
|  |                     |                     | 0                   | 0                   | 0 | 0 |                  |                  |                  |                  |  |  |              |              |              |              |  |  |        |        |        |        |
|  |                     |                     |                     |                     |   |   |                  |                  |                  |                  |  |  |              |              |              |              |  |  |        |        |        |        |
|  |                     |                     | 0                   | 0                   |   |   |                  |                  |                  |                  |  |  |              |              |              |              |  |  |        |        |        |        |
|  |                     |                     |                     |                     |   |   |                  |                  |                  |                  |  |  |              |              |              |              |  |  |        |        |        |        |
|  |                     |                     |                     |                     |   |   |                  |                  |                  |                  |  |  |              |              |              |              |  |  |        |        |        |        |

## Nombre d'équipes par association et par tour
L'ordre des fédérations est établi suivant le Classement des compétitions de clubs de l'AFC.

### Région Ouest
| Association     |       | Barrages        | +          | Phase de groupes                   | Huitièmes de finale | Quarts de finale | Demi-finales | Finale |
| --------------- | ----- | --------------- | ---------- | ---------------------------------- | ------------------- | ---------------- | ------------ | ------ |
| Arabie Saoudite |       |                 | +1         | 1 Al-Nassr FC                      |                     |                  |              |        |
| Émirats AU      |       |                 | +1         | 1 Al-Wasl FC                       |                     |                  |              |        |
| Qatar           |       |                 | +1         | 1 Al-Ahli SC                       |                     |                  |              |        |
| Iran            |       |                 | +2 (1 LCE) | 2 Esteghlal FC Sepahan SC          |                     |                  |              |        |
| Ouzbékistan     |       |                 | +1         | 1 PFK Andijan                      |                     |                  |              |        |
| Irak            |       |                 | +1         | 1 Al-Zawra'a SC                    |                     |                  |              |        |
| Jordanie        |       |                 | +2         | 2 Al Hussein Irbid Al-Weehdat Club |                     |                  |              |        |
| Bahreïn         |       |                 | +2         | 2 Al-Muharraq Club Al-Khaldiya SC  |                     |                  |              |        |
| Inde            |       | 1 FC Goa        | +1         | 2 Mohun Bagan SG FC Goa            |                     |                  |              |        |
| Tadjikistan     |       | 1 RT Tursunzoda | +1         | 1 Istiqlol Douchanbé               |                     |                  |              |        |
| Turkménistan    |       | 1 FK Ahal Änew  | +1         | 2 FK Arkadag FK Ahal Änew          |                     |                  |              |        |
| Oman            |       | 1 Al-Seeb SC    |            |                                    |                     |                  |              |        |
| Total           | Total | 4               | +14        | 16                                 | 8                   | 4                | 2            | 1      |

### Région Est
| Associations |       | Barrages           | +          | Phase de groupes                                | Huitièmes de finale | Quarts de finale | Demi-finales | Finale |
| ------------ | ----- | ------------------ | ---------- | ----------------------------------------------- | ------------------- | ---------------- | ------------ | ------ |
| Japon        |       |                    | +1         | 1 Gamba Osaka                                   |                     |                  |              |        |
| Corée du Sud |       |                    | +1         | 1 FC Pohang Steelers                            |                     |                  |              |        |
| Chine        |       |                    | +1         | 1 Beijing Guoan FC                              |                     |                  |              |        |
| Thaïlande    |       |                    | +3 (1 LCE) | 3 BG Pathum United Ratchaburi FC Bangkok United |                     |                  |              |        |
| Australie    |       |                    | +1         | 1 Macarthur FC                                  |                     |                  |              |        |
| Malaisie     |       |                    | +1         | 1 Selangor FC                                   |                     |                  |              |        |
| Viêtnam      |       |                    | +2         | 2 Nam Định FC Hanoï Police FC                   |                     |                  |              |        |
| Hong Kong    |       |                    | +2         | 2 Tai Po FC Eastern SC                          |                     |                  |              |        |
| Singapour    |       |                    | +2         | 2 Lion City Sailors FC Tampines Rovers FC       |                     |                  |              |        |
| Philippines  |       | 1 Manila Digger FC | +1         | 1 Kaya FC                                       |                     |                  |              |        |
| Indonésie    |       | 1 Persib Bandung   |            | 1 Persib Bandung                                |                     |                  |              |        |
| Total        | Total | 2                  | +15        | 16                                              | 8                   | 4                | 2            | 1      |